# Organisation néerlandaise pour la recherche scientifique appliquée
L'Organisation néerlandaise pour la recherche scientifique appliquée (en néerlandais : Nederlandse Organisatie voor Toegepast Natuurwetenschappelijk Onderzoek, TNO) est un organisme de recherche aux Pays-Bas qui se concentre sur la science appliquée.
L'organisation mène également des recherches sous contrat, propose des services de conseil spécialisés et accorde des licences pour des brevets et des logiciels spécialisés. TNO teste et certifie les produits et services, et émet une évaluation indépendante de la qualité. De plus, TNO crée de nouvelles sociétés pour commercialiser les innovations.

## Organisation
Jusqu'en 2005, le TNO était divisé en quinze instituts.
Le TNO Primate Center a été cédé le 7 décembre 1994 et a continué de manière indépendante en tant que « Centre de recherche biomédicale sur les primates ».
Du 1er janvier 2005 à 2010, TNO a été divisé en cinq domaines principaux, chacun composé d'un certain nombre d'unités commerciales : TNO Qualité de vie, TNO Défense et sécurité, TNO Industrie et technologie, TNO Construction et sous-sol et TNO Information et Technologie des communications .
À partir de 2018, le travail de TNO se concentrera sur neuf domaines qui correspondent aux défis et aux objectifs des secteurs de pointe et aux enjeux sociaux :
- Bâtiments, Infrastructures & Maritime
- Economie Circulaire & Environnement
- Défense & Sécurité
- Énergie
- Santé
- Industrie
- Technologies de l'information et de la communication
- Analyse stratégique et politique
- Trafic & Transport

## Historique
TNO a été créé par la loi en 1932 pour rendre les connaissances applicables aux entreprises et aux gouvernements. En tant qu'organisme de droit public, TNO a une position indépendante : il ne fait pas partie d'une agence gouvernementale, d'une université ou d'une entreprise. En tant qu'organisation établie par la loi, TNO peut fournir des évaluations indépendantes et objectives basées sur des recherches scientifiques. TNO remplit un rôle d'innovateur pour le compte du ministère de la Défense, du ministère des Affaires sociales et de l'Emploi et du Service géologique des Pays-Bas. Dans ces cas, des tâches gouvernementales à forte intensité de connaissances ont été déléguées à TNO dans les domaines de la défense et de la sécurité, de la participation de la main-d'œuvre et du service géologique.
Une longue histoire a précédé sa création en 1932. Le Comité Lorentz de 1918 - officiellement Comité scientifique de conseil et de recherche dans l'intérêt du bien public et de la résilience - comprenant le mathématicien Luitzen Egbertus Jan Brouwer, a représenté une première étape. Ce comité avait pour but d'impliquer les praticiens des sciences naturelles dans la résolution de toutes sortes de problèmes résultant de la Première Guerre mondiale .

## Centres de recherche
TNO a son siège social à La Haye. Les autres emplacements au Pays-Bas sont : Amsterdam, Delft, Ryswick, Leyde, Groningen, Helmont, Petten, Soesterberg, Utrecht, Zeist, Eindhoven et Aruba. TNO possède également des succursales internationales à Shin-Yokohama (Japon), Toronto (Canada), Bruxelles (Belgique), Doha (Qatar) et Singapour. Les emplacements Hoofddorp et Enschede ont été fermés en 2014.

## Travaux
TNO présente la dernière édition de la géologie des Pays-Bas, un travail de référence complet sur le sous-sol du pays. Le livre offre un aperçu approfondi de la géologie couvrant les 420 millions d'années et explore les applications potentielles du sous-sol néerlandais. Il consolide l'expertise de 90 spécialistes et est publié par Amsterdam University Press. Le livre est disponible gratuitement sous Open Access à partir du 11 mars.

## Présidence
- Frits Went : 1932-1935
- Gerrit van Iterson : 1935-1939
- Alingh Prins : 1939-1946
- Hugo Rudolph Kruyt : 1946-1953
- Z.Th. Fetter : 1953-1959
- Henri Willem Julius : 1959-1972
- A.A.M. van Trier : 1972-1974
- L.B.J. Stuyt : 1974-1980
- W.A. Jong : 1980-1989
- Mathijsen Gerst : 1989-1995
- J.A. Dekker : 1995-2003
- J.C. Huis in 't Veld : 2003-2008
- J.H.J. Mengelers : 2008-2014
- Jan Willem Kelder : 2014-2015
- Paul de Krom : 2014-2022
- T.B.P.M. Tjin-A-Tsoi : 2022-